# کروم آلوم
کروم آلوم (به انگلیسی: Chrome alum) با فرمول شیمیایی KCrS
۲O
۸ یک ترکیب شیمیایی با شناسه پاب‌کم ۶۱۴۸۹ است. که جرم مولی آن ۲۸۳٫۲۲۰ g.mol-۱ می‌باشد.کروم آلوم دودکاهیدراته در طبیعت به شکل کریستال هایی با رنگ بنفش دیده می شود.